# Crossostephium
Crossostephium là một chi thực vật có hoa trong họ Cúc (Asteraceae).
Chi này được Christian Friedrich Lessing thiết lập năm 1831 trên cơ sở tách loài Artemisia chinensis L., 1753 ra khỏi chi Artemisia, tuy nhiên Lessing đã không thực hiện việc đổi danh pháp thành Crossostephium chinense mà tạo ra tên gọi Crossostephium artemisioides. Năm 1906 Tomitarô Makino sửa lại điều này bằng việc thiết lập danh pháp Crossostephium chinense.

## Các loài
Chi Crossostephium nếu được công nhận, chỉ bao gồm 1 loài:
- Crossostephium chinense (L.) Makino, 1906: Cúc mốc. Khu vực phân bố: miền đông châu Á.